# シバエビ
シバエビ（芝海老、学名：Metapenaeus joyneri）は、十脚目クルマエビ科に分類されるエビの一種。東アジアの沿岸域に分布する中型のエビで、食用に漁獲される。

## 分布
新潟県・東京湾以南の西日本、黄海、東シナ海、台湾までの東アジア沿岸域に分布する。インド-太平洋に広く分布するヨシエビ属の中では分布が狭い部類とされる。

## 形態
成体の体長は100–150 mmほどでクルマエビより小さく、体型も細い。額角はクルマエビ科としては比較的短く、やや下向きにまっすぐ伸び、上縁だけに7–8個の歯がある。甲は比較的薄くて軟らかく、上面を中心に細かい毛がある。同じヨシエビ属のヨシエビやモエビとは区別しにくいが、新鮮な個体は半透明の淡黄色で、全身に藍色の小斑点があり、尾肢が青緑色をしている。

## 生態
水深10–30 mほどの、内湾の泥底に好んで生息する。シバエビという和名はかつて東京の芝浦で多く漁獲されたことに由来する。ただし和名の由来となった芝浦では埋立・汚染・漁獲過多などが重なり20世紀後半頃には、ほとんど漁獲されなくなった。
夜は海底付近を泳ぎ回って活動し、昼は砂泥に潜っている。食性は肉食性で、貝類や他の甲殻類を捕食する。繁殖期は夏で、幼生から成長した稚エビが夏から秋にかけて干潟で見られる。成長した稚エビは秋が深まると群れをなして深場に移る。寿命は1年から1年半で、産卵後にはオスメスとも死んでしまう。

## 利用
クルマエビと同様に有明海や三河湾など大規模な内湾が多産地として知られる。漁の盛期は冬だが、西日本で冬にまとまって漁獲されるエビは本種だけである。底引き網やエビ刺し網で漁獲される。有明海では伝統漁法の「あんこう網」で、ワラスボやウシノシタ類などと共に漁獲されている。
クルマエビより小振りだが味は良く、重要な漁業資源となっている。刺身、塩茹で、唐揚げ、天ぷら、掻き揚げなど様々な料理に使われる。また、マダイなど大型肉食魚の釣り餌として利用されることもある。
2013年に「シバエビ」として出していたメニューが実際はバナメイエビだったという虚偽表示 が日本で問題となった。バナメイエビは業界の慣例として「シバエビ」と呼ばれ代用魚にされることがあり、価格差もあまりなかった。